# 혼다 다다타카 (1698년)
혼다 다다타카(일본어: 本多忠孝, 1698년 ~ 1709년 음력 9월 13일)는 에도 시대 중기의 다이묘이다. 하리마 히메지번 제2대 번주, 에치고 무라카미번 초대 번주. 혼다 가문 다다카쓰계 종가 제7대 당주이다.
| 전임 혼다 다다쿠니 | 제2대 히메지번 번주 (혼다 가문) 1704년 | 후임 사카키바라 마사쿠니 |

| 전임 사카키바라 마사쿠니 | 제1대 무라카미번 번주 (혼다 가문) 1704년 ~ 1709년 | 후임 혼다 다다나가 |